# 佐渡裕
佐渡 裕（さど ゆたか、1961年5月13日 - ）は、日本の指揮者。兵庫芸術文化センター管弦楽団やシエナ・ウインド・オーケストラ、ウィーン・トーンキュンストラー管弦楽団、新日本フィルハーモニー交響楽団等で音楽監督／首席指揮者を歴任している。京都府出身。身長187センチメートル。

## 経歴・人物
京都府京都市出身。京都市立堀川高等学校音楽課程（現京都市立京都堀川音楽高等学校）、京都市立芸術大学音楽学部フルート科卒業。
京都市立芸術大学在学中に指揮活動を開始。1980年頃に京都光華中学校・高等学校のブラスバンドをはじめ、アマチュアオーケストラ、関西二期会副指揮者などを経て、「タングルウッド音楽祭」オーディションへの参加許可を得る。同音楽祭で小澤征爾、レナード・バーンスタインに師事。二人のスポンサーの協力を得てウィーンに渡り、バーンスタインのアシスタントを務め、1989年に「ブザンソン国際指揮者コンクール」で優勝し指揮者としてプロデビューする。その後、数多くのオーケストラ、吹奏楽団を指揮。
兵庫県西宮市に2005年10月22日に開館した兵庫県立芸術文化センターの建設にあたり、2002年より財団法人兵庫県芸術文化協会（後の芸術文化センター）の芸術監督に就任した。同センターを拠点とする楽団「兵庫芸術文化センター管弦楽団」を通じて、若手音楽家の育成にあたっている。
また、バーンスタインの流れを汲む「ヤング・ピープルズ・コンサート」の開催や、毎年12月に開催される「サントリー1万人の第九」の総監督・指揮、さらに2008年4月6日から2015年9月27日までテレビ朝日の『題名のない音楽会』（シリーズ）第5代目司会者を務めるなど、多方面で活躍している。
ベルリン・フィルハーモニー管弦楽団に客演指揮者として招かれ、日本時間の2011年5月21日から5月23日の3日間開催された定期公演で指揮を取った。
2015年9月よりウィーン・トーンキュンストラー管弦楽団の首席指揮者（音楽監督）に就任。2025年6月４日のマーラー：交響曲第8番《千人》を最後に終了した。
京都市立京都堀川音楽高等学校芸術顧問。
2023年4月より、新日本フィルハーモニー交響楽団の音楽監督に就任。

## プライベート
リコーダー2本を同時に吹いてアニメやクラシックなどの曲を演奏する特技をもっており、よく披露している。
音楽界有数のゴルフ好きでもあり、ティーチングプロの資格も持つほどでCS放送のGAORAでゴルフ番組を持っている。また兵庫県西宮市に自ら監修したゴルフスクール『夙川ゴルフアカデミー』を2016年に開設している。

## 年譜
- 1961年 京都市右京区に生まれる
- 1984年 京都市立芸術大学音楽学部卒業
- 1986年 龍谷大学学友会学術文化局吹奏楽部を指揮して全日本吹奏楽コンクールに出場し銀賞受賞
- 1987年 タングルウッド音楽祭に参加
- 1989年 ブザンソン国際指揮者コンクールで優勝
- 1990年 - 1997年 パシフィック・ミュージック・フェスティバルのレジデント指揮者
- 1992年
  - 出光音楽賞
  - フランス国立ボルドー・アキテーヌ管弦楽団第一客演指揮者
- 1993年 - 2010年 コンセール・ラムルー（ラムルー管弦楽団）首席指揮者
- 1994年 - 1997年 大阪センチュリー交響楽団首席客演指揮者
- 1995年 レナード・バーンスタイン・エルサレム国際指揮者コンクールで優勝
- 1999年
  - ミラノ・ジュゼッペ・ヴェルディ交響楽団首席客演指揮者
  - この年より、毎年12月に大阪で開かれる「サントリー1万人の第九」の2代目総指揮者（総監督）に就任。
- 2001年 モンブラン国際文化賞、ベストドレッサー賞学術・文化部門受賞
- 2002年 シエナ・ウインド・オーケストラ首席指揮者、兵庫県芸術文化協会芸術監督(音楽)就任
- 2003年 渡邉暁雄音楽基金音楽賞
- 2005年
  - 愛・地球博の開会式でEXPOスーパーワールドオーケストラを指揮
  - 兵庫県立芸術文化センター開館
- 2006年 わくわくオーケストラ開催
- 2008年 題名のない音楽会5代目司会者(4月8日放送分より、2015年9月まで)
- 2011年 ベルリン・フィルハーモニー管弦楽団の定期公演で初めて指揮。近年で日本人としては恩師の小澤征爾以来のこと
- 2014年 岩谷時子賞
- 2015年 ウィーン・トーンキュンストラー管弦楽団首席指揮者（音楽監督）就任
- 2022年 新日本フィルハーモニー交響楽団ミュージック・アドヴァイザー（2023年4月、音楽監督に就任）。
- 2023年 第58回ブザンソン国際若手指揮者コンクール審査員長[20]。日本人初。
- 2024年 第9回澄和Futurist賞[21]

## 出演番組

### レギュラー番組
- 佐渡裕となみきのゴルフ虎の穴（GAORA）
- 佐渡裕となみきのカバフルゴ!（GAORA）

### 特別番組
- サントリー1万人の第九（毎日放送、1999年 - ）

### 過去の出演番組
- 『ビッグワイドKBS』（KBS京都ラジオ）高校3年の時に堀川高校の前で今いくよ・くるよのインタビューを受け、初めて電波にのる。
- 『旬の人旬の話 世界を翔（と）ぶ熱血マエストロ』（NHK、1993年4月11日）
- 『トップランナー』（NHK、1997年10月4日）
- 『題名のない音楽会』（テレビ朝日、2008年4月 - 2015年9月27日）
- 『鶴瓶の家族に乾杯』（NHK、2011年1月31日・2月7日、2014年11月10日・17日、2016年10月3日）
- 『夢のタクトを振る日〜指揮者 佐渡裕 ベルリン・フィルへの道〜』（毎日放送、2011年6月5日）
- 『ハイビジョン特集「託されたタクト〜指揮者・佐渡裕ベルリン・フィルへの挑戦〜」』（NHK BSプレミアム、2011年6月11日）
- 『プレミアムシアター「佐渡裕指揮ベルリン・フィルハーモニー管弦楽団定期演奏会」』（NHK BSプレミアム、2011年6月11日）
- 『PON!』（日本テレビ、2011年6月27日）
- 『さど☆まさし 題名のある音楽会』（NHK、2011年11月3日）
- 『2012年新春生放送! 年の初めはさだまさし』（NHK、2012年1月1日）
- 『サワコの朝』（毎日放送・TBS共同制作、2014年9月20日）
- 『堀江政生のほり×ナビ』（2016年12月7日、朝日放送（ABCラジオ））「吉田義男のあの人は今 元・プロ野球選手名鑑」にゲスト出演[注釈 1]。
- 2017 佐渡裕とスーパーキッズ〜AKB48峯岸みなみと小さな演奏家たち〜（2017年9月28日、MBSテレビ）[22]

その他ゲスト出演多数。

## 出版物

### 著書
- 『僕はいかにして指揮者になったのか』（1995年、はまの出版 / 2010年、新潮文庫、ISBN 978-4-10-133591-9）
- 『見聞塾・オーケストラの鼓動』（1998年、ベネッセコーポレーション、ISBN 4-8288-8920-5） 書籍+ VHSビデオカセット1巻
- 『感じて動く』（2006年、ポプラ社、ISBN 4-591-09269-0） - 聞き手：辻秀一
- 『バーンスタイン名盤100選』（2008年、新潮社、ISBN 978-4-10-602177-0） - 高橋敏郎[23]との共著
- 『僕が大人になったら』（2011年、PHP文庫、ISBN 978-4-569-67658-6）
- 『棒を振る人生〜指揮者は時間を彫刻する〜』（2014年、PHP新書、ISBN 978-4-569-82059-0）

### その他
- 佐渡裕『河合先生との対話』（2009年、『臨床家河合隼雄』 岩波書店、ISBN 978-4-00-025564-6 に収録）
- 「誰からも愛されるジャガイモ」佐渡裕〈述〉（2010年、『仕事力. 金版』 朝日新聞社、ISBN 978-4-02-261663-0 に収録）